# Formule 1 in 1978
Het Formule 1-seizoen 1978 was het 29ste FIA Formula One World Championship seizoen. Het begon op 15 januari en eindigde op 8 oktober na zestien races.
Mario Andretti werd de laatste Amerikaanse wereldkampioen en racewinnaar in de Formule 1.
Er werd één niet-kampioenschapsrace gereden: de XXX BRDC International Trophy op Silverstone. Keke Rosberg won deze race.

## Kalender
| GP nr. | Ronde | Grand Prix                      | Circuit                                                                     | Plaats                     | Datum        |
| ------ | ----- | ------------------------------- | --------------------------------------------------------------------------- | -------------------------- | ------------ |
| 298    | 1     | GP van Argentinië               | Autódromo Municipal del Parque Almirante Brown de la Ciudad de Buenos Aires | Buenos Aires               | 15 januari   |
| 299    | 2     | GP van Brazilië                 | Circuit van Jacarepagua                                                     | Rio de Janeiro             | 29 januari   |
| 300    | 3     | GP van Zuid-Afrika              | Kyalami Grand Prix Circuit                                                  | Midrand                    | 4 maart      |
| 301    | 4     | GP van de Verenigde Staten West | Long Beach GP Circuit                                                       | Long Beach (Californië)    | 2 april      |
| 302    | 5     | GP van Monaco                   | Circuit de Monaco                                                           | Monte Carlo                | 7 mei        |
| 303    | 6     | GP van België                   | Circuit Zolder                                                              | Heusden-Zolder             | 21 mei       |
| 304    | 7     | GP van Spanje                   | Circuito Permanente del Jarama                                              | San Sebastián de los Reyes | 4 juni       |
| 305    | 8     | GP van Zweden                   | Scandinavian Raceway                                                        | Anderstorp                 | 17 juni      |
| 306    | 9     | GP van Frankrijk                | Circuit Paul Ricard                                                         | Le Castellet               | 2 juli       |
| 307    | 10    | GP van Groot-Brittannië         | Brands Hatch                                                                | West Kingsdown             | 16 juli      |
| 308    | 11    | GP van Duitsland                | Hockenheimring                                                              | Hockenheim                 | 30 juli      |
| 309    | 12    | GP van Oostenrijk               | Österreichring                                                              | Spielberg                  | 13 augustus  |
| 310    | 13    | GP van Nederland                | Circuit Park Zandvoort                                                      | Zandvoort                  | 27 augustus  |
| 311    | 14    | GP van Italië                   | Autodromo Nazionale Monza                                                   | Monza                      | 10 september |
| 312    | 15    | GP van de Verenigde Staten      | Watkins Glen International                                                  | Watkins Glen (New York)    | 1 oktober    |
| 313    | 16    | GP van Canada                   | Circuit Île Notre-Dame                                                      | Montreal (Quebec)          | 8 oktober    |

### Afgelast
De Grand Prix van Japan, voorheen verreden op de Fuji Speedway had een aflopend contract, en zou dit jaar op Suzuka International Racing Course worden gereden maar werd afgelast om onduidelijke redenen.
| Ronde | Grand Prix   | Circuit                            | Plaats | Originele datum |
| ----- | ------------ | ---------------------------------- | ------ | --------------- |
| 5     | GP van Japan | Suzuka International Racing Course | Suzuka | 16 april        |

## Resultaten en klassement

### Grands Prix
| Ronde | Grand Prix                      | Poleposition       | Snelste ronde      | Winnende coureur  | Winnende constructeur | Banden | Verslag |
| ----- | ------------------------------- | ------------------ | ------------------ | ----------------- | --------------------- | ------ | ------- |
| 1     | GP van Argentinië               | Mario Andretti     | Gilles Villeneuve  | Mario Andretti    | Lotus-Ford            | G      | Verslag |
| 2     | GP van Brazilië                 | Ronnie Peterson    | Carlos Reutemann   | Carlos Reutemann  | Ferrari               | M      | Verslag |
| 3     | GP van Zuid-Afrika              | Niki Lauda         | Mario Andretti     | Ronnie Peterson   | Lotus-Ford            | G      | Verslag |
| 4     | GP van de Verenigde Staten West | Carlos Reutemann   | Alan Jones         | Carlos Reutemann  | Ferrari               | M      | Verslag |
| 5     | GP van Monaco                   | Carlos Reutemann   | Niki Lauda         | Patrick Depailler | Tyrrell-Ford          | G      | Verslag |
| 6     | GP van België                   | Mario Andretti     | Ronnie Peterson    | Mario Andretti    | Lotus-Ford            | G      | Verslag |
| 7     | GP van Spanje                   | Mario Andretti     | Mario Andretti     | Mario Andretti    | Lotus-Ford            | G      | Verslag |
| 8     | GP van Zweden                   | Mario Andretti     | Niki Lauda         | Niki Lauda        | Brabham-Alfa Romeo    | G      | Verslag |
| 9     | GP van Frankrijk                | John Watson        | Carlos Reutemann   | Mario Andretti    | Lotus-Ford            | G      | Verslag |
| 10    | GP van Groot-Brittannië         | Ronnie Peterson    | Niki Lauda         | Carlos Reutemann  | Ferrari               | M      | Verslag |
| 11    | GP van Duitsland                | Mario Andretti     | Ronnie Peterson    | Mario Andretti    | Lotus-Ford            | G      | Verslag |
| 12    | GP van Oostenrijk               | Ronnie Peterson    | Ronnie Peterson    | Ronnie Peterson   | Lotus-Ford            | G      | Verslag |
| 13    | GP van Nederland                | Mario Andretti     | Niki Lauda         | Mario Andretti    | Lotus-Ford            | G      | Verslag |
| 14    | GP van Italië                   | Mario Andretti     | Mario Andretti     | Niki Lauda        | Brabham-Alfa Romeo    | G      | Verslag |
| 15    | GP van de Verenigde Staten      | Mario Andretti     | Jean-Pierre Jarier | Carlos Reutemann  | Ferrari               | M      | Verslag |
| 16    | GP van Canada                   | Jean-Pierre Jarier | Alan Jones         | Gilles Villeneuve | Ferrari               | M      | Verslag |

### Puntentelling
Punten worden toegekend aan de top zes geklasseerde coureurs. 
| Positie | 01e0 | 02e0 | 03e0 | 04e0 | 05e0 | 06e0 |
| Punten  | 9    | 6    | 4    | 3    | 2    | 1    |

### Klassement bij de coureurs
De zeven beste resultaten van de eerste acht wedstrijden en de zeven beste resultaten van de laatste acht wedstrijden tellen mee voor de eindstand.
| Pos. | Coureur               | Grands Prix | Grands Prix | Grands Prix | Grands Prix | Grands Prix | Grands Prix | Grands Prix | Grands Prix | Grands Prix | Grands Prix | Grands Prix | Grands Prix | Grands Prix | Grands Prix | Grands Prix | Grands Prix | Punten |
| Pos. | Coureur               | ARG         | BRA         | ZAF         | VSW         | MON         | BEL         | SPA         | ZWE         | FRA         | GBR         | DUI         | OOS         | NED         | ITA         | VST         | CAN         | Punten |
| ---- | --------------------- | ----------- | ----------- | ----------- | ----------- | ----------- | ----------- | ----------- | ----------- | ----------- | ----------- | ----------- | ----------- | ----------- | ----------- | ----------- | ----------- | ------ |
| 1    | Mario Andretti        | 1P          | 4           | 7S          | 2           | 11          | 1P          | 1PS         | DNFP        | 1           | DNF         | 1P          | DNF         | 1P          | 6PS         | DNFP        | 10          | 64     |
| 2    | Ronnie Peterson       | 5           | DNFP        | 1           | 4           | DNF         | 2S          | 2           | 3           | 2           | DNFP        | DNFS        | 1PS         | 2           | DNF         |             |             | 51     |
| 3    | Carlos Reutemann      | 7           | 1S          | DNF         | 1P          | 8P          | 3           | DNF         | 10          | 18S         | 1           | DNF         | DSQ         | 7           | 3           | 1           | 3           | 48     |
| 4    | Niki Lauda            | 2           | 3           | DNFP        | DNF         | 2S          | DNF         | DNF         | 1S          | DNF         | 2S          | DNF         | DNF         | 3S          | 1           | DNF         | DNF         | 44     |
| 5    | Patrick Depailler     | 3           | DNF         | 2           | 3           | 1           | DNF         | DNF         | DNF         | DNF         | 4           | DNF         | 2           | DNF         | 11          | DNF         | 5           | 34     |
| 6    | John Watson           | DNF         | 8           | 3           | DNF         | 4           | DNF         | 5           | DNF         | 4P          | 3           | 7           | 7           | 4           | 2           | DNF         | DNF         | 25     |
| 7    | Jody Scheckter        | 10          | DNF         | DNF         | DNF         | 3           | DNF         | 4           | DNF         | 6           | DNF         | 2           | DNF         | 12          | 12          | 3           | 2           | 24     |
| 8    | Jacques Laffite       | 16          | 9           | 5           | 5           | DNF         | 5           | 3           | 7           | 7           | 10          | 3           | 5           | 8           | 4           | 11          | DNF         | 19     |
| 9    | Gilles Villeneuve     | 8S          | DNF         | DNF         | DNF         | DNF         | 4           | 10          | 9           | 12          | DNF         | 8           | 3           | 6           | 7           | DNF         | 1           | 17     |
| 10   | Emerson Fittipaldi    | 9           | 2           | DNF         | 8           | 9           | DNF         | DNF         | 6           | DNF         | DNF         | 4           | 4           | 5           | 8           | 5           | DNF         | 17     |
| 11   | Alan Jones            | DNF         | 11          | 4           | 7S          | DNF         | 10          | 8           | DNF         | 5           | DNF         | DNF         | DNF         | DNF         | 13          | 2           | 9S          | 11     |
| 12   | Riccardo Patrese      |             | 10          | DNF         | 6           | 6           | DNF         | DNF         | 2           | 8           | DNF         | 9           | DNF         | DNF         | DNF         |             | 4           | 11     |
| 13   | James Hunt            | 4           | DNF         | DNF         | DNF         | DNF         | DNF         | 6           | 8           | 3           | DNF         | DSQ         | DNF         | 10          | DNF         | 7           | DNF         | 8      |
| 14   | Patrick Tambay        | 6           | DNF         | DNF         | 12          | 7           |             | DNF         | 4           | 9           | 6           | DNF         | DNF         | 9           | 5           | 6           | 8           | 8      |
| 15   | Didier Pironi         | 14          | 6           | 6           | DNF         | 5           | 6           | 12          | DNF         | 10          | DNF         | 5           | DNF         | DNF         | DNF         | 10          | 7           | 7      |
| 16   | Clay Regazzoni        | 15          | 5           | DNQ         | 10          | DNQ         | DNF         | 15          | 5           | DNF         | DNF         | DNQ         | NC          | DNQ         | NC          | 14          | DNQ         | 4      |
| 17   | Jean-Pierre Jabouille |             |             | DNF         | DNF         | 10          | NC          | 13          | DNF         | DNF         | DNF         | DNF         | DNF         | DNF         | DNF         | 4           | 12          | 3      |
| 18   | Hans Joachim Stuck    | 17          | DNF         | DNQ         | DNS         | DNF         | DNF         | DNF         | 11          | 11          | 5           | DNF         | DNF         | DNF         | DNF         | DNF         | DNF         | 2      |
| 19   | Vittorio Brambilla    | 18          | DNQ         | 12          | DNF         | DNQ         | 13          | 7           | DNF         | 17          | 9           | DNF         | 6           | DSQ         | DNF         |             |             | 1      |
| 20   | Derek Daly            |             |             |             | DNPQ        | DNPQ        | DNQ         |             |             | DNQ         | DNF         |             | DSQ         | DNF         | 10          | 8           | 6           | 1      |
| 21   | Héctor Rebaque        | DNQ         | DNF         | 10          | DNPQ        | DNPQ        | DNPQ        | DNF         | 12          | DNQ         | DNF         | 6           | DNF         | 11          | DNQ         | DNF         | DNQ         | 1      |
| 22   | Brett Lunger          | 13          | DNF         | 11          | DNQ         | DNPQ        | 7           | DNQ         | DNQ         | DNF         | 8           | DNPQ        | 8           | DNF         | DNF         | 13          |             | 0      |
| 23   | Bruno Giacomelli      |             |             |             |             |             | 8           |             |             | DNF         | 7           |             |             | DNF         | 14          |             |             | 0      |
| 24   | Jochen Mass           | 11          | 7           | DNF         | DNF         | DNQ         | 11          | 9           | 13          | 13          | NC          | DNF         | DNQ         | DNQ         |             |             |             | 0      |
| 25   | Jean-Pierre Jarier    | 12          | DNS         | 8           | 11          | DNQ         |             |             |             |             |             | DNQ         |             |             |             | 15S         | DNFP        | 0      |
| 26   | René Arnoux           |             |             | DNQ         |             | DNPQ        | 9           |             |             | 14          |             | DNPQ        | 9           | DNF         |             | 9           | DNF         | 0      |
| 27   | Rolf Stommelen        |             |             | 9           | 9           | DNF         | DNF         | 14          | 14          | 15          | DNQ         | DSQ         | DNPQ        | DNPQ        | DNPQ        | 16          | DNPQ        | 0      |
| 28   | Nelson Piquet         |             |             |             |             |             |             |             |             |             |             | DNF         | DNF         | DNF         | 9           |             | 11          | 0      |
| 29   | Keke Rosberg          |             |             | DNF         | DNPQ        | DNPQ        | DNQ         | DNPQ        | 15          | 16          | DNF         | 10          | NC          | DNF         | DNPQ        | DNF         | NC          | 0      |
| 30   | Rupert Keegan         | DNF         | DNF         | DNF         | DNS         | DNF         | DNQ         | 11          | DNQ         | DNF         | DNQ         | DNQ         | DNQ         | DNS         |             |             |             | 0      |
| 30   | Harald Ertl           |             |             |             |             |             |             |             |             |             |             | 11          | DNF         | DNPQ        | DNQ         |             |             | 0      |
| 32   | Jacky Ickx            |             |             |             |             | DNF         | 12          | DNF         | DNQ         |             |             |             |             |             |             |             |             | 0      |
| 32   | Bobby Rahal           |             |             |             |             |             |             |             |             |             |             |             |             |             |             | 12          | DNF         | 0      |
| —    | Arturo Merzario       | DNF         | DNQ         | DNF         | DNF         | DNPQ        | DNPQ        | DNQ         | NC          | DNQ         | DNF         | DNQ         | DNQ         | DNF         | DNF         | DNF         | DNQ         | 0      |
| —    | Lamberto Leoni        | DNF         | DNF         | DNQ         | DNQ         |             |             |             |             |             |             |             |             |             |             |             |             | 0      |
| —    | Danny Ongais          | DNF         | DNF         |             | DNPQ        |             |             |             |             |             |             |             |             | DNPQ        |             |             |             | 0      |
| —    | Michael Bleekemolen   |             |             |             |             |             |             |             |             |             |             |             |             | DNQ         | DNQ         | DNF         | DNPQ        | 0      |
| —    | Eddie Cheever         | DNQ         | DNQ         | DNF         |             |             |             |             |             |             |             |             |             |             |             |             |             | 0      |
| —    | Alberto Colombo       |             |             |             |             |             | DNQ         | DNQ         |             |             |             |             |             |             | DNPQ        |             |             | 0      |
| —    | Divina Galica         | DNQ         | DNQ         |             |             |             |             |             |             |             |             |             |             |             |             |             |             | 0      |
| —    | Beppe Gabbiani        |             |             |             |             |             |             |             |             |             |             |             |             |             |             | DNQ         | DNQ         | 0      |
| —    | Emilio de Villota     |             |             |             |             |             |             | DNQ         |             |             |             |             |             |             |             |             |             | 0      |
| —    | Geoff Lees            |             |             |             |             |             |             |             |             |             | DNQ         |             |             |             |             |             |             | 0      |
| —    | Tony Trimmer          |             |             |             |             |             |             |             |             |             | DNQ         |             |             |             |             |             |             | 0      |
| —    | Hans Binder           |             |             |             |             |             |             |             |             |             |             |             | DNQ         |             |             |             |             | 0      |
| —    | Carlo Franchi         |             |             |             |             |             |             |             |             |             |             |             |             |             | DNQ         |             |             | 0      |
| Pos. | Coureur               | ARG         | BRA         | ZAF         | VSW         | MON         | BEL         | SPA         | ZWE         | FRA         | GBR         | DUI         | OOS         | NED         | ITA         | VST         | CAN         | Punten |
| Pos. | Coureur               | Grands Prix |             |             |             |             |             |             |             |             |             |             |             |             |             |             |             | Punten |

| Resultaat                      |
| ------------------------------ |
| Winnaar                        |
| Tweede plaats                  |
| Derde plaats                   |
| Gefinisht (punten)             |
| Gefinisht (geen punten)        |
| Niet geklasseerd (NC)          |
| Uitgevallen (DNF)              |
| Niet gekwalificeerd (DNQ)      |
| Niet gepre-kwalificeerd (DNPQ) |
| Gediskwalificeerd (DSQ)        |
| Niet gestart (DNS)             |
| Gewond (INJ)                   |
| Uitgesloten (EX)               |
| Teruggetrokken (WD)            |
| Niet deelgenomen (blanco cel)  |
| P Pole position                |
| S Snelste ronde                |

### Klassement bij de constructeurs
Alleen het beste resultaat per race (één cureur) telt mee voor het kampioenschap.

De zeven beste resultaten van de eerste acht wedstrijden en de zeven beste resultaten van de laatste acht wedstrijden tellen mee voor de eindstand.
| Pos. | Constructeur       | Grands Prix | Grands Prix | Grands Prix | Grands Prix | Grands Prix | Grands Prix | Grands Prix | Grands Prix | Grands Prix | Grands Prix | Grands Prix | Grands Prix | Grands Prix | Grands Prix | Grands Prix | Grands Prix | Punten |
| Pos. | Constructeur       | ARG         | BRA         | ZAF         | VSW         | MON         | BEL         | SPA         | ZWE         | FRA         | GBR         | DUI         | OOS         | NED         | ITA         | VST         | CAN         | Punten |
| ---- | ------------------ | ----------- | ----------- | ----------- | ----------- | ----------- | ----------- | ----------- | ----------- | ----------- | ----------- | ----------- | ----------- | ----------- | ----------- | ----------- | ----------- | ------ |
| 1    | Lotus-Ford         | 1P          | 4P          | 1S          | 2           | 11          | 1PS0        | 1PS0        | 3P          | 1           | DNFP        | 1PS0        | 1PS0        | 1P          | 6PS0        | 15PS0       | 10P         | 86     |
| 2    | Ferrari            | 7S          | 1S          | DNF         | 1P          | 8P          | 3           | 10          | 9           | 12S         | 1           | 8           | 3           | 6           | 3           | 1           | 1           | 58     |
| 3    | Brabham-Alfa Romeo | 2           | 3           | 3P          | DNF         | 2S          | DNF         | 5           | 1S          | 4P          | 2S          | 7           | 7           | 3S          | 1           | DNF         | 11          | 53     |
| 4    | Tyrrell-Ford       | 3           | 6           | 2           | 3           | 1           | 6           | 12          | DNF         | 10          | 4           | 5           | 2           | DNF         | 11          | 10          | 5           | 38     |
| 5    | Wolf-Ford          | 10          | DNF         | DNF         | DNF         | 3           | DNF         | 4           | DNF         | 6           | DNF         | 2           | NC          | 12          | 12          | 3           | 2           | 24     |
| 6    | Ligier-Matra       | 16          | 9           | 5           | 5           | DNF         | 5           | 3           | 7           | 7           | 10          | 3           | 5           | 8           | 4           | 11          | DNF         | 19     |
| 7    | Fittipaldi-Ford    | 9           | 2           | DNF         | 8           | 9           | DNF         | DNF         | 6           | DNF         | DNF         | 4           | 4           | 5           | 8           | 5           | DNF         | 17     |
| 8    | McLaren-Ford       | 4           | DNF         | 11          | 12          | 7           | 7           | 6           | 4           | 3           | 6           | DNF         | 8           | 9           | 5           | 6           | 8           | 15     |
| 9    | Williams-Ford      | DNF         | 11          | 4           | 7S          | DNF         | 10          | 8           | DNF         | 5           | DNF         | DNF         | DNF         | DNF         | 13          | 2           | 9S          | 11     |
| 10   | Arrows-Ford        |             | 10          | 9           | 6           | 6           | DNF         | 14          | 2           | 8           | DNF         | 9           | DNF         | DNF         | DNF         | 16          | 4           | 11     |
| 11   | Shadow-Ford        | 15          | 5           | DNQ         | 10          | DNF         | DNF         | 15          | 5           | 11          | 5           | DNF         | NC          | DNF         | NC          | 14          | DNF         | 6      |
| 12   | Renault            |             |             | DNF         | DNF         | 10          | NC          | 13          | DNF         | DNF         | DNF         | DNF         | DNF         | DNF         | DNF         | 4           | 12          | 3      |
| 13   | Surtees-Ford       | 18          | DNF         | 12          | DNF         | DNF         | 13          | 7           | DNF         | 17          | 9           | DNF         | 6           | DSQ         | DNF         | 9           | DNF         | 1      |
| 14   | Ensign-Ford        | DNF         | DNF         | DNQ         | DNQ         | DNF         | 12          | DNF         | DNQ         | DNQ         | DNF         | 11          | DNF         | DNF         | 10          | 8           | 6           | 1      |
| 15   | ATS-Ford           | 11          | 7           | 8           | 11          | DNQ         | 11          | 9           | 13          | 13          | NC          | DNF         | DNQ         | DNQ         | DNQ         | DNF         | NC          | 0      |
| 16   | Martini-Ford       |             |             | DNQ         |             | DNPQ        | 9           | WD          |             | 14          | WD          | DNPQ        | 9           | DNF         |             |             |             | 0      |
| —    | Merzario-Ford      | DNF         | DNQ         | DNF         | DNF         | DNPQ        | DNPQ        | DNQ         | NC          | DNQ         | DNF         | DNQ         | DNQ         | DNF         | DNF         | DNF         | DNQ         | 0      |
| —    | Theodore-Ford      | DNQ         | DNQ         | DNF         | DNQ         | DNPQ        | DNQ         | DNPQ        |             |             |             |             |             |             |             |             |             | 0      |
| —    | Hesketh-Ford       | DNQ         | DNQ         | DNF         | DNPQ        | DNPQ        | DNQ         |             |             |             |             |             |             |             |             |             |             | 0      |
| Pos. | Constructeur       | ARG         | BRA         | ZAF         | VSW         | MON         | BEL         | SPA         | ZWE         | FRA         | GBR         | DUI         | OOS         | NED         | ITA         | VST         | CAN         | Punten |
| Pos. | Constructeur       | Grands Prix |             |             |             |             |             |             |             |             |             |             |             |             |             |             |             | Punten |

| Resultaat                      |
| ------------------------------ |
| Winnaar                        |
| Tweede plaats                  |
| Derde plaats                   |
| Gefinisht (punten)             |
| Gefinisht (geen punten)        |
| Niet geklasseerd (NC)          |
| Uitgevallen (DNF)              |
| Niet gekwalificeerd (DNQ)      |
| Niet gepre-kwalificeerd (DNPQ) |
| Gediskwalificeerd (DSQ)        |
| Niet gestart (DNS)             |
| Gewond (INJ)                   |
| Uitgesloten (EX)               |
| Teruggetrokken (WD)            |
| Niet deelgenomen (blanco cel)  |
| P Pole position                |
| S Snelste ronde                |

1950 · 1951 · 1952 · 1953 · 1954 · 1955 · 1956 · 1957 · 1958 · 1959 · 1960 · 1961 · 1962 · 1963 · 1964 · 1965 · 1966 · 1967 · 1968 · 1969 · 1970 · 1971 · 1972 · 1973 · 1974 · 1975 · 1976 · 1977 · 1978 · 1979 · 1980 · 1981 · 1982 · 1983 · 1984 · 1985 · 1986 · 1987 · 1988 · 1989 · 1990 · 1991 · 1992 · 1993 · 1994 · 1995 · 1996 · 1997 · 1998 · 1999 · 2000 · 2001 · 2002 · 2003 · 2004 · 2005 · 2006 · 2007 · 2008 · 2009 · 2010 · 2011 · 2012 · 2013 · 2014 · 2015 · 2016 · 2017 · 2018 · 2019 · 2020 · 2021 · 2022 · 2023 · 2024 · 2025 · 2026 
 Lijst van Formule 1 Grand Prix-wedstrijden